# Meu Mel
"Meu Mel" é uma canção da cantora brasileira Anitta e do trio musical brasileiro Melim. Lançada em 13 de dezembro de 2019 pela Warner, a canção faz parte do projeto Brasileirinha de Anitta. O vídeo musical foi gravado a bordo de um navio onde aconteceu o Mix Festival on Board em que a cantora e o grupo participaram.